# Echo Mountain
Echo Mountain är ett berg i Antarktis. Det ligger på ön Coronation Island i Sydorkneyöarna. Argentina och Storbritannien gör anspråk på området. Toppen på Echo Mountain är 790 meter över havet, eller 88 meter över den omgivande terrängen. Bredden vid basen är 0,39 km.
Terrängen runt Echo Mountain är varierad och havet ligger nära Echo Mountain åt sydväst. Området är obefolkat.